# Cultura dei vasi a bocca quadrata

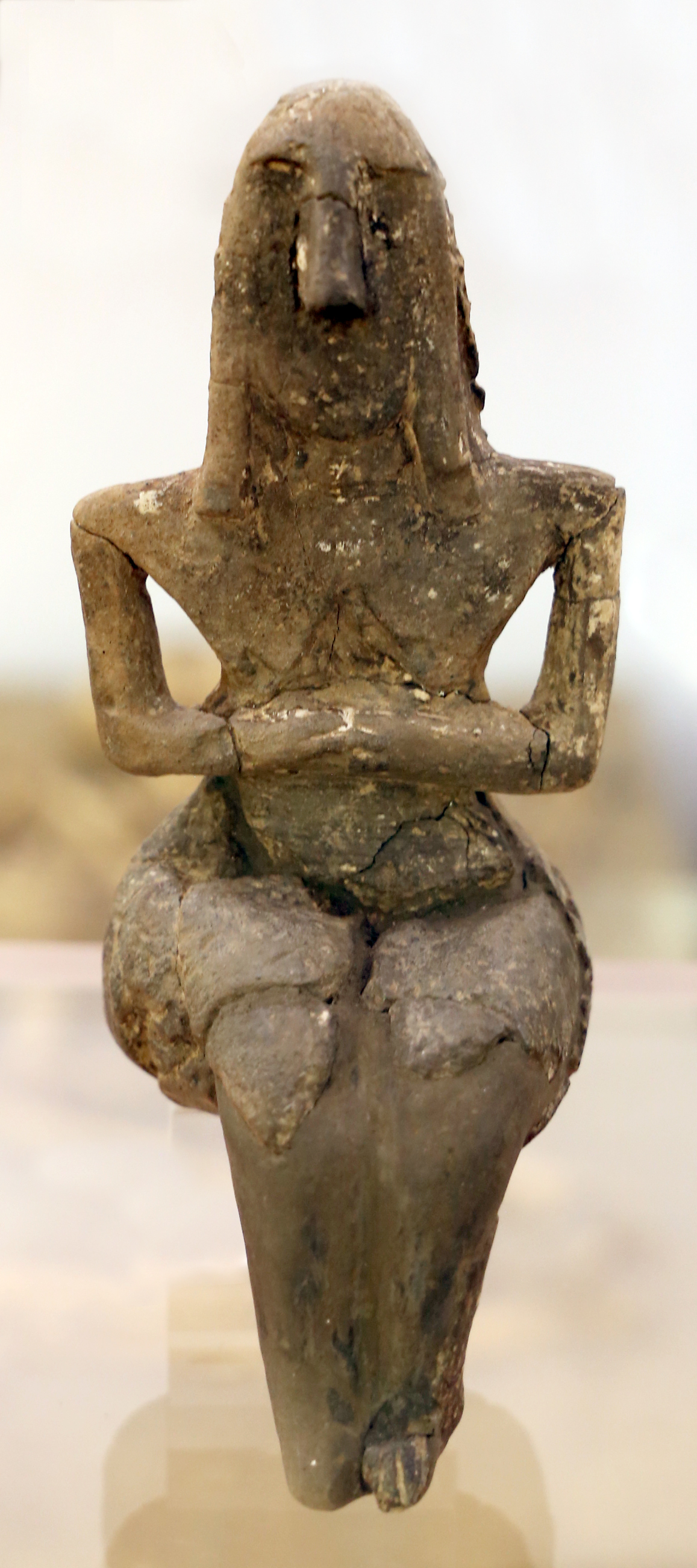
La "Venere di Vicofertile", ritrovata a Vicofertile (Parma) in una tomba attribuibile alla cultura dei vasi a bocca quadrata (4500-4000 a.C.)

La cultura dei vasi a bocca quadrata è una cultura del periodo Neolitico medio, diffusa in Italia settentrionale durante il quinto millennio a.C. Il nome deriva dalla caratteristica forma dei vasi, che presentano un'imboccatura quadrata anziché circolare.

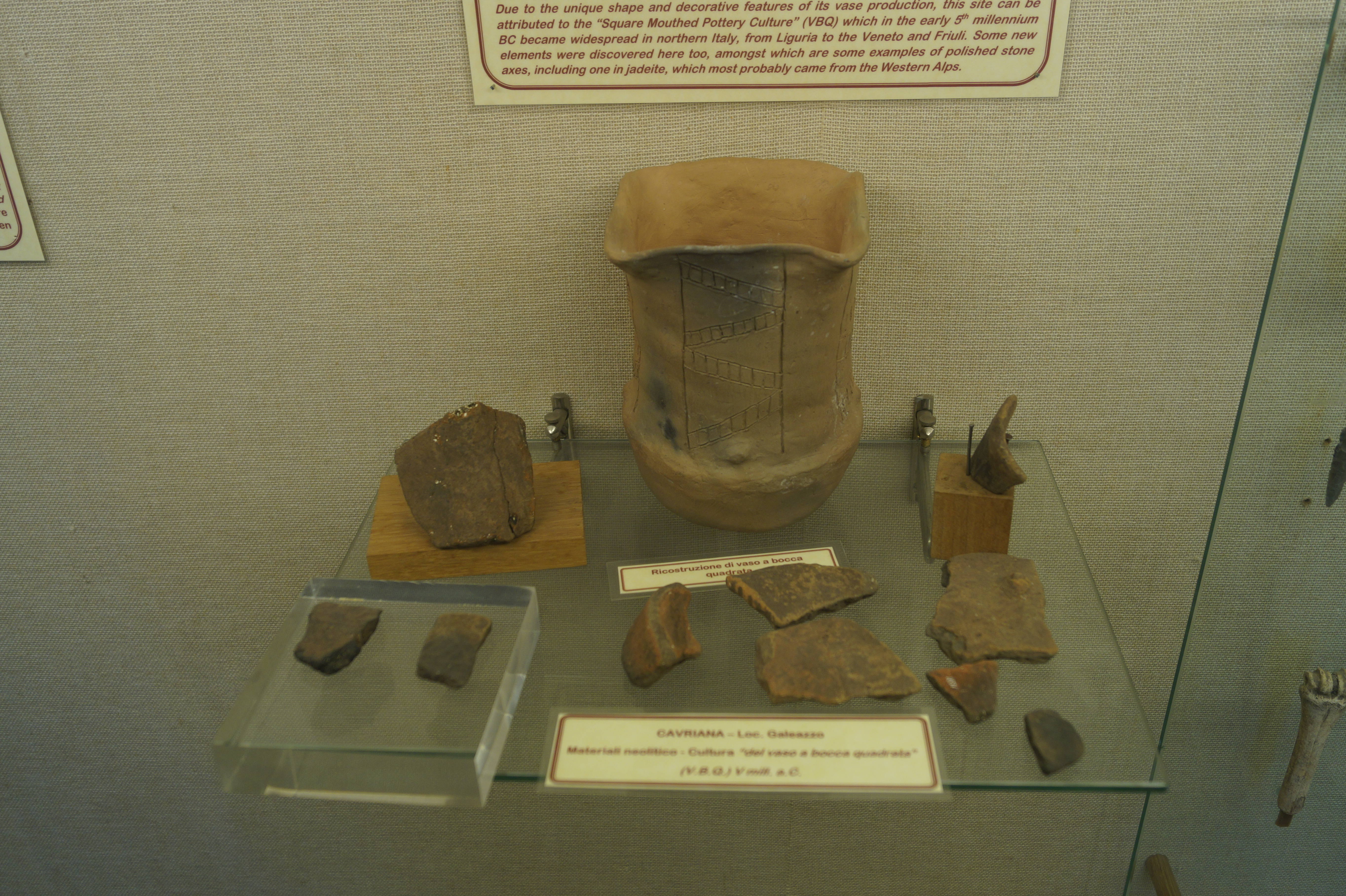
Ricostruzione di un vaso a bocca quadrata e materiali neolitici, Museo archeologico dell'alto mantovano

Fu Luigi Bernabò Brea che, tra la fine degli anni quaranta e la metà degli anni cinquanta, a riconoscere la sequenza delle culture neolitiche dell'Italia settentrionale, basandosi sulla successione stratigrafica riconosciuta nella grotta delle Arene Candide (Finale Ligure, Liguria), e propone di dividere il Neolitico in Neolitico inferiore, dove compare la "ceramica impressa", Neolitico medio, caratterizzato dalla cultura dei "vasi a bocca quadrata", e in Neolitico superiore con la "cultura della Lagozza".
La cultura viene suddivisa in tre differenti periodi temporali, a seconda dello stile decorativo della ceramica: 
- la prima, quella più antica detta di Finale-Quinzano, mostra una decorazione a incisioni leggere e dei graffiti,
- il periodo intermedio o di Rivoli-Chiozza è caratterizzato da decorazioni a meandri e spirali,
- l'ultima fase recente, detta di Rivoli-Castelnuovo, è costituita da vasi con figure incise e impresse.[3]

La cultura dei vasi a bocca quadrata si è diffusa ampiamente nell'Italia settentrionale, quando le genti di questa cultura penetrano a fondo fra le popolazioni locali, sostituendo le facies precedenti, in processi che possono essere stati non sempre pacifici. In qualche caso gli elementi tipici di questa cultura (corredi tombali con asce levigate, uso di arco e frecce, telai cilindrici) soppiantano di colpo la testimonianza dei gruppi culturali preesistenti; a volte ne vengono assimilati solo alcuni elementi, come le decorazioni graffite proprie della ceramica impressa, in tutto il Veneto e l'area trentina. Questi stravolgimenti culturali, avvenuti verso il 4000 a.C., portano anche ad una forte unificazione delle realtà territoriali, con un'omogeneità di stile nei ritrovamenti archeologici.
Le popolazioni di questa cultura sono molto attivi sul fronte agricolo e commerciale. Alla base dello sviluppo della cultura sembra essere un vasto patrimonio di greggi ed armenti, che hanno dato mobilità, risorse e capacità di adattamento alle genti. La società era quindi dedita sia alla coltivazione sia all'allevamento, mentre una componente guerriera era alle spalle della diffusione delle popolazioni della cultura. Alla testa di un gruppo sociale, era un allevatore-pastore-guerriero, un capo famiglia che gestiva tutte le attività del gruppo.
Le influenze balcaniche sono ben documentate, con la presenza di statuette femminili e pintadere, probabilmente di uso religioso. In un secondo momento, sono le influenze delle zone dell'Adriatico e dei Balcani a farsi sentire, a testimoniare scambi con la Cultura di Danilo.
Diversi di questi reperti sono conservati presso il Museo preistorico Pigorini di Roma, il Castello Sforzesco di Milano, ed il Museo civico di Piadena, in provincia di Cremona.